# SCARS (X JAPANの曲)
「SCARS」（スカーズ）は、ロックバンドのX JAPANが1996年11月18日にリリースした16作目のシングル。
TBS系『CDTV MIDNIGHT GROOVY』オープニング・テーマ。HIDE没年の1998年にジャケットを変えて再リリースされた。
カップリングには1997年初頭に発売が予定されていたものの中止となったリミックス・アルバムに収録予定だった、ロブ・クラーリによる「White Poem I」のリミックスが収録された。

## 解説
アルバム『DAHLIA』からのリカットシングル。両A面シングルである「Standing Sex/Joker」を除いては、最初で最後のHIDE作のシングルタイトルであり、YOSHIKI以外のメンバー作の曲がシングル1曲目に収録されたのは本作のみ。
1994年末の東京ドーム公演『青い夜』で初めて演奏されたが、このときはAメロ部分がCDに収録されたものよりも1オクターヴ低く歌われた。
当初付けられていたタイトルは「SCARS ON MELODY」であったが、YOSHIKIが「ON MELODY」という響きが気に入らなかったため「SCARS」に変更された。
ライブでは冒頭でHIDE自身が歌詞を語るパートがあり、コーラスにも参加していた。
TBS系「COUNT DOWN TV」のオープニングに使用された。
2019年に開催されたhide Birthday Party 2019にてhideヴォーカルヴァージョンの「SCARS」が披露された。

## 収録曲
1. SCARS - 5:06
（作詞・作曲：HIDE　編曲：X JAPAN）
2. White Poem I (M.T.A. Mix) - 3:27
（作詞・作曲：YOSHIKI）

## パーソネル
| - 共同プロデューサー：         | X JAPAN                                                |
| - ミキシング・エンジニア：     | エリック・ウェストフォール                             |
| - レコーディング・エンジニア： | マイク・ギンク、稲田和彦                               |
| - アシスタント・エンジニア：   | C.J.デヴィラ、タール・ミラー                           |
| - プログラミング：             | 稲田和彦                                               |
| - マスタリング・エンジニア：   | スティーブン・マーカソン（プレシジョン・マスタリング） |

## 収録アルバム
#1
- 『DAHLIA』（スタジオアルバム、#2)
- 『Singles 〜Atlantic Years〜』（ベストアルバム、#10)
- 『THE WORLD 〜X JAPAN 初の全世界ベスト〜』（ベストアルバム、Disc1－#3)

#2
- 『Singles 〜Atlantic Years〜』（ベストアルバム、#11)